# Taubenhalsamazone

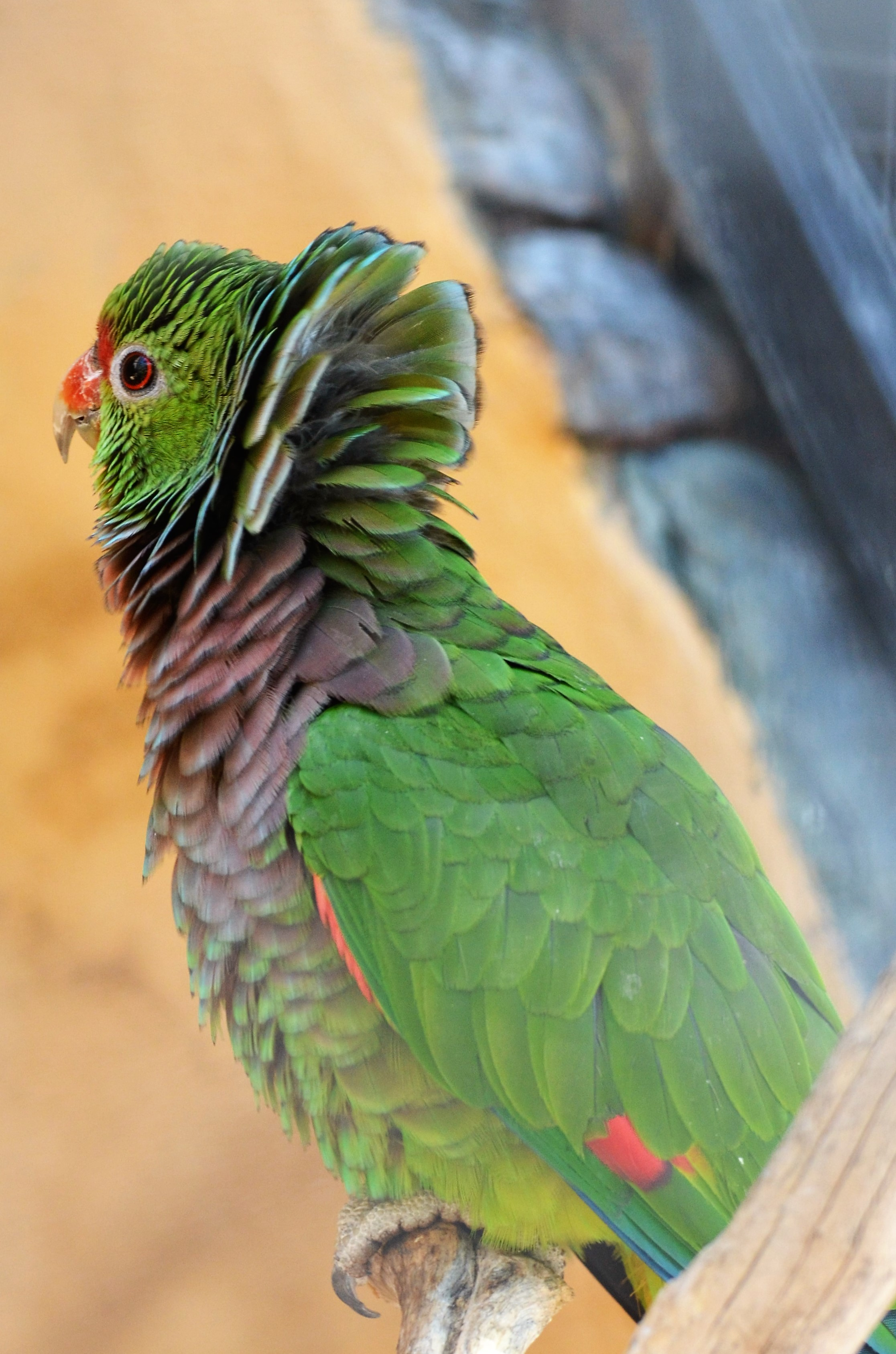
Taubenhalsamazone im Palmitos Park auf Gran Canaria

Die Taubenhalsamazone (Amazona vinacea), auch Taubenhals-Amazone genannt, ist eine Papageienart aus der Unterfamilie der Neuweltpapageien. Die Grundfärbung des Gefieders dieser 30 Zentimeter groß werdenden Amazonenart ist grün. Charakteristisch ist für diese Amazonenart die graurötliche Brustbefiederung. Am Kopf sind die Zügel und die Stirn rot gefiedert. Am Kinn sind die Federn dagegen rosarot. Taubenhalsamazonen weisen keinen Geschlechtsdimorphismus auf und es sind keine Unterarten beschrieben. Somit gilt sie als monotypisch.
Das Verbreitungsgebiet der Taubenhalsamazone begrenzt sich auf den Südosten Brasiliens, den Nordosten Argentiniens sowie den Südosten Paraguays. Sie ist ein reiner Bewohner tropischer oder subtropischer Regenwälder und kommt überwiegend im Tiefland, im Südosten Brasiliens aber auch in Höhenlagen bis 2000 Meter vor.
Taubenhalsamazonen fressen Blüten, Früchte, Samen, Knospen und Blätter. Gelegentlich fallen sie auch in Orangenplantagen ein. Sie leben während der Brutzeit paarweise beziehungsweise in kleinen Familiengruppen und sind außerhalb der Brutzeit auch in kleinen Schwärmen mit bis zu 30 Individuen zu beobachten. Taubenhalsamazonen unterscheiden sich von den anderen Amazonaspapageien unter anderem dadurch, dass sie in der Lage sind, ihre Nackenfedern sehr weit abspreizen zu können. In weniger ausgeprägter Form ist dieses Verhalten auch für die Venezuelaamazonen und die Mülleramazonen beschrieben.
Bestandszahlen sind für die Taubenhalsamazone nicht bekannt. Der Bestand gilt jedoch als rückläufig, da weiträumige Waldrodungen und die Ausweitung landwirtschaftlicher Flächen große Teile ihres Lebensraumes zerstört haben. Daneben werden die Tiere nach wie vor für den mittlerweile illegalen Export gefangen.

## Etymologie und Forschungsgeschichte
Die Erstbeschreibung der Taubenhalsamazone erfolgte 1820 durch Heinrich Kuhl unter dem wissenschaftlichen Namen Psittacus vinaceus. Als Verbreitungsgebiet nannte er Brasilien an. Das Typusexemplar befand sich in der Sammlung von Maximilian zu Wied-Neuwied. 1830 führte René Primevère Lesson die für die Wissenschaft neue Gattung Amazona für die Mülleramazone (Amazona farinosa (Boddaert, 1783)) (Syn.: Amazona pulverulenta Gmelin, JF, 1788), den Kappapagei (Poicephalus robustus (Gmelin, JF 1788)) (Syn: Psittacus Levaillantii Latham, 1809), die Veilchen-Amazone (Amazona violacea (Gmelin, JF, 1788)) (Syn.:Psittacus infuscatus Shaw, 1807), die Goldmaskenamazone (Amazona dufresniana (Shaw, 1812)) und die Gelbscheitelamazone (Amazona ochrocephala (Gmelin, JF, 1788)) ein. Der Begriff bezieht sich auf das Amazonasbecken, dem Ort, an dem viele Papageien vorkommen. Der Artname vinacea hat seinen Ursprung in lateinisch vinaceus, vinum, vini ‚vom Wein, weinfarben, Wein‘. Alfred Laubmann hatte für sein Werk Die Vögel von Paraguay keinen Balg zur Verfügung. In der Literatur nannte er Félix de Azaras Loro/Lorito del garganta roxa als Nachweis für Paraguay. Außerdem betrachtete er die von Alfredo Borelli (1858–1943) in  Villarrica und Yhú gesammelten und von Tommaso Salvadori beschriebenen Exemplare und das Departamento Alto Paraná sowie  Amazona vinacea paranensis Bertoni, W, 1927 aus Puerto Bertoni als weitere Nachweise für das Land. Paranensis bezieht sich auf das Departamento Alto Paraná.